# Asat Nasipowitsch Waliullin
Asat Nasipowitsch Waliullin (meist Azat Valiullin; russisch Аза́т Нази́пович Валиу́ллин; * 1. September 1990 in Tscheljabinsk) ist ein russischer Handballspieler. Der 2,05 m große linke Rückraumspieler steht im Aufgebot der russischen Nationalmannschaft und spielte zuletzt für den deutschen Bundesligisten Handball Sport Verein Hamburg.

## Karriere

### Verein
Asat Waliullin kam erst mit 19 Jahren zum Handballsport, nachdem er zuvor Boxen, Basketball und Leichtathletik ausprobiert hatte. In seiner Heimatstadt spielte er fortan für Lokomotiw-Polet Tscheljabinsk. Der Torschützenkönig der 2. Handball-Bundesliga 1991/92 und heutige Handballtrainer Sergej Budanow riet dem deutschen Bundesliga-Aufsteiger ThSV Eisenach um Coach Velimir Petkovic zu seiner Verpflichtung, auch wenn der ThSV mit ihm nach einer Saison direkt wieder abstieg. Daraufhin schloss er sich dem TBV Lemgo an. Da sein Vertrag nicht verlängert werden sollte, ging er im Januar 2018 weiter zu den Eulen Ludwigshafen, die den Sprung in die erste Liga geschafft hatten. Dort blieb der groß gewachsene Rückraumspieler bis zum Sommer 2021. Nach dem Abstieg mit den Eulen nahm ihn der Aufsteiger Handball Sport Verein Hamburg unter Vertrag. Im Sommer 2025 verließ er Hamburg.

### Nationalmannschaft
Mit der russischen Nationalmannschaft nahm Waliullin an den Weltmeisterschaften 2017 und 2021 teil. Bei beiden Turnieren kam er auf je zwei Tore in sechs Spielen. Seit seinem Debüt am 5. November 2015 bestritt er bisher 18 Länderspiele, in denen er 32 Tore erzielte.